# Elinore Stallworthy
Elinore Stallworthy (4 de mayo de 1977) es una deportista neozelandesa que compitió en judo. Ganó tres medallas de bronce en el Campeonato de Oceanía de Judo entre los años 1996 y 2002.

## Palmarés internacional
| Campeonato de Oceanía | Campeonato de Oceanía      | Campeonato de Oceanía | Campeonato de Oceanía |
| Año                   | Lugar                      | Medalla               | Categoría             |
| --------------------- | -------------------------- | --------------------- | --------------------- |
| 1996                  | Wellington (Nueva Zelanda) | Medalla de bronce     | –72 kg                |
| 2000                  | Sídney (Australia)         | Medalla de bronce     | –70 kg                |
| 2002                  | Wellington (Nueva Zelanda) | Medalla de bronce     | –70 kg                |